# Matthias Mahlandt
Matthias Mahlandt (* 5. Mai 1809 in Hamburg; † 9. August 1873 ebenda) war ein deutscher Kaufmann.

## Leben

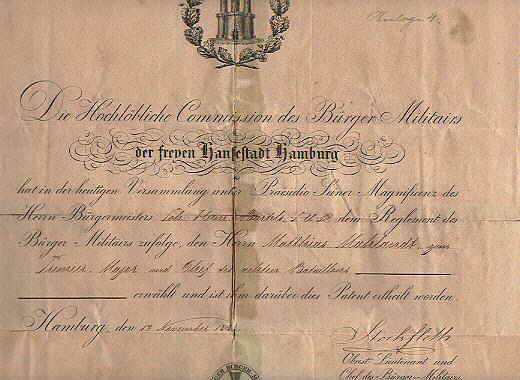
Patent des Hamburger Bürgermilitärs für Matthias Mahlandt als Premier-Major

Mahlandt betrieb in Hamburg einen Handel mit Gewürz- und Farbewaren sowie eine Salzniederlage. Er diente beim Hamburger Bürgermilitär. Dort war er 1838 Kapitän der 3. Kompanie des 8. Bataillons. Von 1839 bis 1844 sowie 1849 und 1850 war er Major dieses Bataillons. Zudem engagierte sich Mahlandt in der St. Paulikirche, wo er von 1845 bis 1851 Adjunkt und 1852 bis 1870 Vorsteher war. Von 1855 bis 1858 fungierte er als Steuerbürger.
Er war Gründungsmitglied und erster Präses des im März 1843 gegründeten St. Pauli Bürgervereins. Später wurde er zum Ehrenmitglied dieses Vereins ernannt.
Mahlandt gehörte der Hamburger Konstituante an und war von 1859 bis 1865 Mitglied der Hamburgischen Bürgerschaft.